# Sân vận động Thanh Hóa
Sân vận động Thanh Hóa là một sân vận động tại Thanh Hóa, nằm tại số 37 Lê Quý Đôn, phường Hạc Thành, tỉnh Thanh Hóa. Sân có sức chứa là 14.000 khán giả và chỉ có hai khán đài A và B. Đây là sân nhà của Câu lạc bộ bóng đá Đông Á Thanh Hóa. Sân còn được gọi nôm là Căng - Xít - Tát, phiên âm từ tiếng Pháp "Court Stade".
Mặc dù được mệnh danh là “chảo lửa” của bóng đá Việt Nam nhưng sức chứa của sân thuộc diện quy mô nhỏ ở V.League.
Ngoài phục vụ thi đấu bóng đá, hệ thống đường piste trong khuôn viên sân còn sử dụng cho các môn điền kinh của ngành TDTT Thanh Hóa. Sân chỉ có hai khán đài A và B. Ngoài khu vực khán đài VIP được trang bị ghế ngồi, các khu vực còn lại, khán giả đều phải ngồi xem bóng đá dưới nền bê tông.